# پروانه آسیای شرقی
پروانه آسیای شرقی (نام علمی: Neope goschkevitschii) از گونه‌های آسیایی است که در سال ۱۸۷۵ توصیف علمی شد. پروانه آسیای شرقی همان‌طور که از نامش پیداست بیشتر در کشورهای شرق آسیا زندگی می‌کند.

## نگارخانه

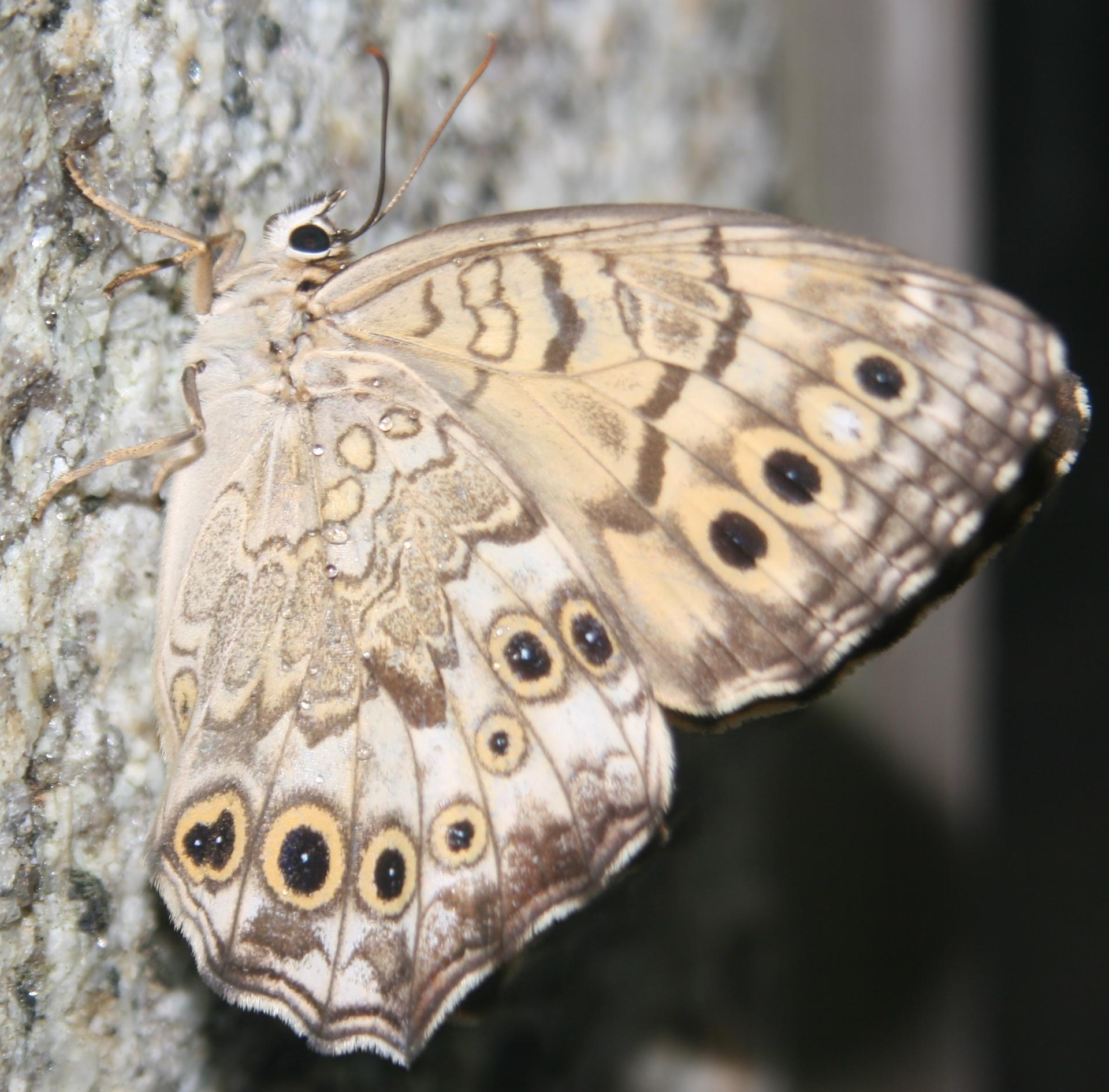